# Mattisberget
Mattisberget är ett naturreservat i Arvidsjaurs kommun i Norrbottens län.
Området är naturskyddat sedan 2011 och är 2,4 kvadratkilometer stort. Reservatet omfattar toppen av Mattisberget och dess nordostsluttning ner mot Mattismyran. Reservatet består av barrblandskog på toppen, granskog med mycket lövträd på sluttningen och  barrblandskogar och sumpskogar på myren.